# Simon Crosby

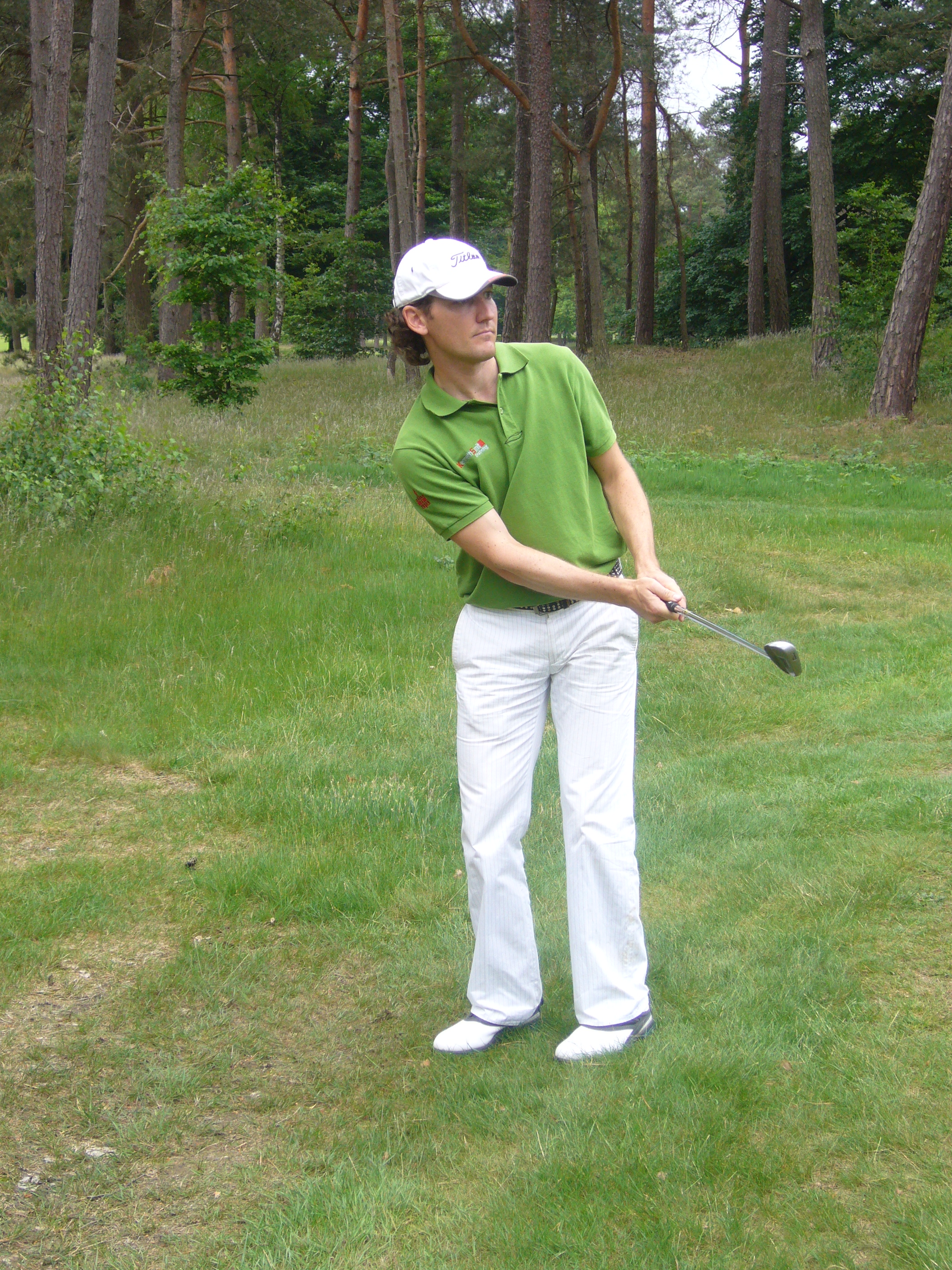
Simon Crosby, 2008

Simon Crosby (Bradford, 25 oktober 1974) is een Nederlandse golfprofessional. Hij speelde op de EPD Tour.

## Amateur
Crosby is de zoon van een Nederlandse moeder en Engelse vader. Hij woont sinds 1985 in Nederland en heeft sinds 1993 de Nederlandse nationaliteit. Crosby Sr is ook golfer. Crosby werd tweemaal amateur jeugdkampioen.

### Gewonnen
- 1993: NK Matchplay

## Professional
In 1997 werd Crosby professional. In 2004 won hij de NK Matchplay op Golf & Countryclub Geijsteren.
In 2006 won hij het NK Strokeplay met een score van -9, met één slag minder dan Niels Kraaij en Meindert Jan Boekel. In 2007 en 2008 won hij de jaarlijkse Polynorm PGA Trophy  op de Golfclub Wouwse Plantage. Dit is zijn thuisbaan. Op de EPD Tour haalt hij enkele top-10 plaatsen. Zijn technische coach is sinds 2006 Hayo Bensdorp.

### Gewonnen
- 2004: NK Matchplay
- 2006: NK Strokeplay
- 2007: Polynorm PGA Trophy
- 2008: Polynorm PGA Trophy